# Marco Bezzecchi
Marco Bezzecchi (* 12. listopadu 1998) je italský motocyklový závodník. V roce 2015 se stal šampionem CIV Moto3 na stroji Mahindra.

## Kariéra

### Začátky
Bezzecchi v roce 2015 vyhrál italský šampionát Moto3 a v téže sezoně debutoval také v juniorském mistrovství světa FIM CEV Moto3. Rok zakončil na 16. místě v průběžném pořadí se ziskem 29 bodů, přičemž třikrát se umístil v první desítce. Mistrovství světa FIM CEV Moto3 Junior 2016 pro něj dopadlo velmi podobně, třikrát skončil v první desítce a tentokrát získal 31 bodů, což stačilo na 18. místo v hodnocení.

### Mistrovství světa silničních motocyklů - Moto3
Bezzecchi debutoval v mistrovství světa Moto3 v roce 2015, kdy se dvakrát objevil na divokou kartu, v Kataru skončil na 26. místě a v domácí Velké ceně Itálie odstoupil.

#### Mahindra Racing (2016)
V sezóně 2016 se opět zúčastnil dvou závodů, v Rakousku odstoupil a ve Velké Británii skončil na 24. místě.

#### CIP (2017)
Bezzecchi v roce 2017 naplno závodil v mistrovství světa Moto3 za tým Mahindra CIP, kde byl týmovým kolegou Manuela Paglianiho. Bezzecchi měl až do závodu v Japonsku slabou nováčkovskou sezónu; jednou skončil čtrnáctý a dvakrát patnáctý, celkem čtyři body, ale v závodě v Motegi se mu podařilo získat třetí místo, své první pódium v Moto3. Sezónu zakončil s 20 body, 23. místem v pořadí, druhým mezi nováčky.

#### Redox PrüstelGP (2018)
V sezóně 2018 Bezzecchi změnil tým a jezdil za Prüstel GP. Vyhrál tři závody (Argentina, Rakousko a Japonsko), pětkrát skončil druhý, jednou třetí a dvakrát měl pole position, sezónu zakončil s devíti umístěními na stupních vítězů, 214 body a 3. místem v celkovém pořadí šampionátu.

### Mistrovství světa silničních motocyklů - Moto2

#### Red Bull KTM Tech3 (2019)
Bezzecchi, který v roce 2019 spolupracoval s Philippem Öttlem v týmu Red Bull KTM Tech3 v mistrovství světa Moto2, měl špatný nováčkovský rok, v němž se pouze čtyřikrát umístil na bodovaných pozicích a sezónu zakončil se 17 body a 23. místem v konečném pořadí.

#### Sky Racing Team VR46 (2020–2021)
Pro mistrovství světa Moto2 2020 se Bezzecchi připojil k nově vytvořenému týmu Sky Racing Team VR46, kde působil společně s Lucou Marinim. Tato dvojice měla za sebou velmi dobrou sezónu, v níž vyhrála šampionát týmů o 113 bodů, přičemž mezi sebou získali pět vítězství v závodech (Marini tři, Bezzecchi dvě). Bezzecchi vyhrál závody v Rakousku a Valencii, v Misanu a Rimini dojel druhý a v dalších třech závodech skončil třetí, takže sezónu zakončil se sedmi umístěními na stupních vítězů, 184 body a 4. místem v pořadí šampionátu.
Po přestupu Lucy Mariniho do MotoGP se Bezzecchiho týmovým kolegou pro sezonu 2021 stal Celestino Vietti. Bezzecchi měl velmi vyrovnanou sezonu, v níž jen zřídkakdy skončil mimo první pětku, vyhrál závod v Rakousku, skončil druhý v Jerezu a Silverstonu a třetí v Le Mans, Mugellu, Německu a Austinu. Rok zakončil na 3. místě v šampionátu jezdců se ziskem 214 bodů.

### Mistrovství světa silničních motocyklů - MotoGP

#### Mooney VR46 Racing Team (2022–present)
Pro sezónu 2022 bylo potvrzeno, že Bezzecchi přechází do premiérové třídy a stává se partnerem svého týmového kolegy z týmu Mooney VR46 Racing Team pro rok 2020, Lucu Mariniho. Své první umístění na stupních vítězů v MotoGP získal na Velké ceně Nizozemska. Později v sezóně získal svou první pole position v MotoGP při Velké ceně Thajska. Sezónu dokončil na 14. místě se 111 body.
V roce 2023 Bezzecchi poprvé v historii MotoGP zvítězil na Velké ceně Argentinsky v deštivých podmínkách a poprvé se také ujal vedení v šampionátu v nejvyšší třídě. Na Velké ceně Francie vyhrál 1000. závod MotoGP, což bylo jeho druhé vítězství v sezóně. V průběhu sezóny ještě vítězství na nové Velké ceně Indie. Rok zakončil na 3. místě v celkovém pořadí.

## Statistiky

### CIV Moto3 Championship

#### Závody podle sezóny
| Rok  | Motocykl | 1      | 2      | 3        | 4      | 5      | 6        | 7      | 8        | 9      | 10     | Poz. | Body |
| ---- | -------- | ------ | ------ | -------- | ------ | ------ | -------- | ------ | -------- | ------ | ------ | ---- | ---- |
| 2015 | Mahindra | MIS1 1 | MIS2 1 | VAL1 Ret | VAL2 1 | MUG1 1 | MUG2 Ret | IMO1 1 | IMO2 Ret | MUG2 1 | MUG2 1 | 1.   | 175  |

### FIM CEV Moto3 Junior World Championship

#### Závody dle sezóny
| Rok  | Motocykl | 1        | 2       | 3      | 4     | 5        | 6       | 7       | 8     | 9        | 10      | 11      | 12       | Poz. | Body |
| ---- | -------- | -------- | ------- | ------ | ----- | -------- | ------- | ------- | ----- | -------- | ------- | ------- | -------- | ---- | ---- |
| 2015 | Mahindra | ALG      | LMS     | CAT1   | CAT2  | ARA1 8   | ARA2 7  | ALB Ret | NAV 8 | JER1 22  | JER2 17 | VAL1 12 | VAL2 Ret | 16.  | 29   |
| 2016 | Mahindra | VAL1 Ret | VAL2 11 | LMS 18 | ARA 8 | CAT1 Ret | CAT2 15 | ALB Ret | ALG 9 | JER1 Ret | JER2 6  | VAL1    | VAL2     | 18.  | 31   |

### Mistrovství světa silničních motocyklů

#### Závody podle sezóny
| Rok  | Třida  | Motocykl | 1       | 2       | 3       | 4        | 5       | 6       | 7      | 8       | 9        | 10      | 11      | 12      | 13      | 14     | 15     | 16      | 17      | 18      | 19     | 20       | 21  | Poz. | Body |
| ---- | ------ | -------- | ------- | ------- | ------- | -------- | ------- | ------- | ------ | ------- | -------- | ------- | ------- | ------- | ------- | ------ | ------ | ------- | ------- | ------- | ------ | -------- | --- | ---- | ---- |
| 2015 | Moto3  | Mahindra | QAT 26  | AME     | ARG     | SPA      | FRA     | ITA Ret | CAT    | NED     | GER      | INP     | CZE     | GBR     | RSM     | ARA    | JPN    | AUS     | MAL     | VAL     |        |          |     | NC   | 0    |
| 2016 | Moto3  | Mahindra | QAT     | ARG     | AME     | SPA      | FRA     | ITA     | CAT    | NED     | GER      | AUT Ret | CZE     | GBR 24  | RSM     | ARA    | JPN    | AUS     | MAL     | VAL     |        |          |     | 47.  | 0    |
| 2017 | Moto3  | Mahindra | QAT 25  | ARG 19  | AME 17  | SPA Ret  | FRA 15  | ITA 17  | CAT 14 | NED 16  | GER 15   | CZE 22  | AUT Ret | GBR 19  | RSM Ret | ARA 19 | JPN 3  | AUS Ret | MAL 19  | VAL 28  |        |          |     | 23.  | 20   |
| 2018 | Moto3  | KTM      | QAT 14  | ARG 1   | AME 3   | SPA 2    | FRA Ret | ITA 2   | CAT 2  | NED Ret | GER 2    | CZE 6   | AUT 1   | GBR C   | RSM Ret | ARA 2  | THA NC | JPN 1   | AUS Ret | MAL 5   | VAL 20 |          |     | 3.   | 214  |
| 2019 | Moto2  | KTM      | QAT 26  | ARG 16  | AME Ret | SPA 22   | FRA 18  | ITA 23  | CAT 23 | NED 10  | GER 19   | CZE 12  | AUT 23  | GBR 19  | RSM Ret | ARA 15 | THA 10 | JPN Ret | AUS Ret | MAL Ret | VAL 19 |          |     | 23.  | 17   |
| 2020 | Moto2  | Kalex    | QAT 12  | SPA Ret | ANC 3   | CZE 6    | AUT 6   | STY 1   | RSM 2  | EMI 2   | CAT 7    | FRA 3   | ARA Ret | TER Ret | EUR 1   | VAL 3  | POR 4  |         |         |         |        |          |     | 4.   | 184  |
| 2021 | Moto2  | Kalex    | QAT 4   | DOH 4   | POR 6   | SPA 2    | FRA 3   | ITA 3   | CAT 4  | GER 3   | NED 5    | STY 1   | AUT 10  | GBR 2   | ARA Ret | RSM 5  | AME 3  | EMI Ret | ALR 8   | VAL 20  |        |          |     | 3.   | 214  |
| 2022 | MotoGP | Ducati   | QAT Ret | INA 20  | ARG 9   | AME Ret  | POR 15  | SPA 9   | FRA 12 | ITA 5   | CAT Ret  | GER 11  | NED 2   | GBR 10  | AUT 9   | RSM 17 | ARA 10 | JPN 10  | THA 16  | AUS 4   | MAL 4  | VAL 11   |     | 14.  | 111  |
| 2023 | MotoGP | Ducati   | POR 3   | ARG 12  | AME 6   | SPA Ret9 | FRA 17  | ITA 82  | GER 47 | NED 21  | GBR Ret2 | AUT 3   | CAT 128 | RSM 2   | IND 15  | JPN 46 | INA 53 | AUS 6   | THA 46  | MAL 67  | QAT 13 | VAL Ret7 |     | 3.   | 329  |
| 2024 | MotoGP | Ducati   | QAT 14  | POR 6   | AME 8   | SPA 3    | FRA Ret | CAT     | ITA    | KAZ     | NED      | GER     | GBR     | AUT     | CAT     | RSM    | IND    | INA     | JPN     | AUS     | THA    | MAL      | VAL | 10.* | 36*  |

*Aktuální ročník